# Зенченко, Геннадий Геннадьевич
Геннадий Геннадьевич Зенченко (24 сентября 1964; Советский район, Северо-Казахстанская область, СССР) — казахстанский организатор сельскохозяйственного производства. Директор сельхозпредприятия «Зенченко и К» в Северо-Казахстанской области. Герой Труда Казахстана (2024).

## Биография
Родился в 1964 году в Советском районе Северо-Казахстанской области. Образование высшее. Окончил Карагандинский политехнический институт по специальности «Инженер-механик».
Отец — Геннадий Иванович Зенченко (1937—2016), советский казахстанский организатор сельскохозяйственного производства. Герой Труда Казахстана. Награждён два ордена «Отан». Семья Зенченко является образцовой трудовой династией крестьян — руководителей сельскохозяйственного производства.
Геннадий Зенченко работал наладчиком, контролёром, заведующим МТМ, главным инженером.
С 2021 года — директор сельхозпредприятия «Зенченко и К» Северо-Казахстанской области. Председатель правления Мясо-молочного союза Казахстана.
В 2020 году был кандидатом в депутаты Мажилиса Парламента Казахстана от партии «Nur Otan». С января 2022 года — член бюро политического совета партии «Nur Otan» (в марте 2022 года переименована в партию «Аманат»). Депутат Северо-Казахстанского областного маслихата.

## Награды
- 2024 (22 октября) — звание «Қазақстанның Еңбек Ері» (Герой Труда Казахстана) с вручением знака особого отличия Золотой звезды (Алтын жұлдыз) и ордена «Отан» — за многолетний плодотворный труд в агропромышленной сфере и значительный вклад в развитие сельского хозяйства страны;[2]
- 2024 (24 сентября) — благодарность Президента Республики Казахстан с вручением золотого нагрудного знака «Алтыс барыс» — за большой вклад в развитие отечественного агропромышленного комплекса, повышение конкурентоспособности и потенциала отрасли и в связи с 60-летием со дня рождения;[3][4]
- Указами президента Казахстана награждён орденами «Курмет», «Парасат» и медалью «Ерен еңбегі үшін» (За трудовое отличие);
- Награждён государственными юбилейными медалями Республики Казахстан. В том числе: «10 лет независимости Республики Казахстан» (2001), «20 лет независимости Республики Казахстан» (2011), «20 лет Маслихатам Республики Казахстан» и др.
- Нагрудный знак «Отличник сельского хозяйства Республики Казахстан»;
- Победитель проекта «100 новых лиц Казахстана» (2019);